# Mezorchiu
Testiculele, într-o perioadă timpurie a vieții fetale, sunt plasate în partea din spate a cavității abdominale, în spatele peritoneului, și fiecare este atașat de mezonefros⁠(d) printr-un pliu peritoneal, mezorchiul.
Mezorchiul este teaca fibroasă care unește structurile vasculare și avasculare ale cordonului spermatic.